# Jason Blum
Jason Blum (Los Angeles, 20 de fevereiro de 1969) é um produtor estadunidense. Foi indicado ao Oscar de melhor filme na edição de 2018 pela realização da obra Get Out e na edição de 2015 por Whiplash.

## Prêmios e indicações
- Indicado: Oscar de melhor filme — Get Out (2017)
- Indicado: Oscar de melhor filme — Whiplash (2014)